# Megachile erythropyga
Megachile erythropyga är en biart som beskrevs av Smith 1853. Megachile erythropyga ingår i släktet tapetserarbin, och familjen buksamlarbin. Inga underarter finns listade i Catalogue of Life.